# مايغه (مهاباد)
قرية مايغه (بالكردية: ماژگە) هي إحدى القرى التابعة لـكاني بازار في ريف قسم خليفان من مقاطعة مهاباد، في محافظة أذربیجان الغربیة الإيرانية.

## السكان
حسب إحصاءات سنة 2006، بلغ إجمالي السكان في مايغه 491 نسمة وعدد المساكن 70 مسكن. لغة سكان مايغه هي اللغة الكردية و هم من أهل السنة والجماعة والمذهب الشافعي.